# Torre Roja de Viladecans
La Torre Roja és un edifici de Viladecans (Baix Llobregat), declarat bé cultural d'interès nacional. Deu el seu nom al gres vermell que es troba a la part de muntanya dels termes de Gavà ì de Begues, i actualment és la seu de diversos serveis municipals.

## Història
La primera referència documental és del 1148, quan era anomenada Torre Marcusa. El 1265, Jaume I va donar els llocs de Gavà i Viladecans a Guillem Burguès amb la juridiscció penal. A la seva mort, dividí el patrimoni familiar entre els seus dos fills: Francesc, molt probablement amb residència a la torre que amb el temps es coneixeria com a Torre del Baró, es quedaria amb Viladecans, territori delimitat per les rieres de Sant Climent i de Sant Llorenç de les Canals (frontera amb Gavà), i des del mar fins a la muntanya de Montbaig, i Guillem, senyor de la Torre Burguesa i del seu territori, conegut com a Quadra Burguesa, que anava de mar a muntanya, entre els recs de Sales (frontera amb Sant Boi de Llobregat) i la riera de Sant Climent. Els litigis de límits entre el Castell d'Eramprunyà, la Quadra Burguesa i Viladecans es resolgueren el 1327 amb la sentència arbitral de Montbaig.
El 1532, Joanot de la Riba, net de Joan Bernat Burguès, va vendre la Torre Burguesa al jurista barceloní Esteve Salavardenya. El 1359, Àngela Alèxia, vídua de Galceran Burguès de Santcliment, i el seu fill Galceran vengueren el lloc de Viladecans a Joan d'Agullana, i el 1562, Enric d'Agullana el vengué per 8.000 lliures a Hug Joan Fivaller de Palou i de Marc, baró d'Eramprunyà.
Al llarg del segle xvii, la Torre Burguesa canvià de propietari diverses vegades: el 1638, el reverend Joan Roca la comprà per 1.000 lliures; el 1658, passà a mans de Rafael de Càrcer, ciutadà honrat de Barcelona, i el 1674, a Josep Barrera. El 1744, Maria Josepa Barrera i Prat de Sant Julià es va casar amb Josep Ignasi d’Alòs i de Soldevila, segon marquès de Puerto Nuevo, i els seus descendents en serien propietaris fins a finals del segle xix. El 1848, un cop abolides les antigues jurisdiccions senyorials, la Quadra Burguesa es va integrar plenament al municipi de Viladecans.
Cap al 1925, la torre passà a mans de Mercè Pratsmarsó, que n'encarregà la reforma a l'arquitecte Francesc de Paula Nebot.

## Descripció
És un edifici aïllat i de planta quadrada, amb planta baixa i dos pisos i pati central. Les quatre façanes són ornades per un sòcol de pedra vermella. Les finestres són geminades amb capitells ornats per fulles i flors. Cal destacar especialment la façana posterior, amb un cos sobresortit de dos pisos, obertures emmarcades per dos blocs de pedra, gàrgoles i coronament amb creu de filigrana. La façana és coronada per merlets.
Al centre de la façana principal hi ha una magnífica torre de planta quadrada i quatre pisos, probablement del segle xiii. Els pisos són coberts amb volta de canó rebaixada, amb l'eix igual al dels seus arcs. La porta principal, del mateix tipus que el d'un recinte emmurallat, és d'arc de mig punt i dovelles de pedra, amb pas cobert i arc també a l'interior. Al damunt, el pis principal té una finestra gòtica triforada, mentre que unes altres de biforades es reparteixen per la façana; totes elles semblen correspondre a la reforma del segle xx, excepte una de tapiada, amb arc de mig punt, que es troba a la part interior del pati. El coronament consta de merlets i barbacana.
El pati dóna accés a les diferents estances de l'edifici. Les obertures són d'arc de mig punt o rebaixat, amb dovelles de pedra. Al conjunt hi destaquen l'escala, amb replà de pedra artificial; un pòrtic de forma conopial; un conjunt de bigues i carteles de fusta amb ornamentació; la coberta de teula àrab i alguns relleus amb figures de personatges.